# Nouvelle Ville d'Angoulême
Nouvelle Ville d'Angoulême je malá čtvrť v Paříži v 11. obvodu.

## Poloha
Čtvrť tvoří součást administrativní čtvrtě Folie-Méricourt a rozkládá se mezi ulicemi Rue du Faubourg-du-Temple, Rue de la Folie-Méricourt, Rue Oberkampf a Rue Amelot.

## Historie
Pozemky, které se rozkládaly mimo bývalé městské hradby vybudované Karlem V., byly roku 1670 rozebrány a na konci 17. století upraveny jako bulváry mezi Rue du Faubourg-du-Temple na severu a Rue de Ménilmontant (dnes Rue Oberkampf) na jihu až po Rue de la Folie-Méricourt na východě byly majetkem kláštera templářů.
Tento čtyřúhelník byl součástí bažinaté oblasti obklopující starý tok Seiny, který až do období neolitu tvořil široký meandr, od Bastily k mostu Alma, severně od velkých bulvárů. Tyto pozemky ve středověku vysušené a zkultivované sloužily v 70. letech 18. století jako zeleninové zahrady a také k zástavbě zejména na severu od bývalých bažin kolem předměstí Saint-Denis a Saint-Martin a na východě kolem Faubourg Saint-Antoine.
V roce 1777 se Marie-François-Emmanuel de Crussol, správce majetku velkopřevora vévody z Angoulême, nejstaršího syna budoucího krále Karla X. (v té době ještě dítěte) chopil iniciativy k rozparcelování tohoto prostoru, kterým procházela pouze malá ulička. Tento obvod zahrnoval pozemek bývalé velké nádrže postavené v roce 1740 pro čištění tzv. velké stoky, posléze zbořené. Architekt François-Victor Perrard de Montreuil navrhl otevřít ve směru sever-jih Rue de Malte a rovnoběžnou Rue du Grand-Prieuré, které byly kolmé na Rue de la Tour (dnes Rue Rampon) a Rue d'Angoulême (dnes Rue Jean-Pierre-Timbaud) s tržnicí a kašnou na náměstí v centru. Pozemky, většinou malé, od 1 do 15 arů, byly nabízeny k pronájmu na 99 let se závazkem stavby.

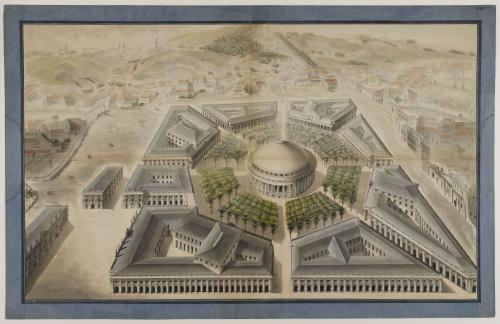
Nerealizovaný projekt centrálního náměstí

Otevření čtyř ulic bylo povoleno patenty 13. října 1781. Projekt byl revidován v roce 1783, kdy bylo upuštěno od centrálního náměstí a zrušena západní část Rue de Malte mezi Rue de la Tour (Rue Rampon) a Rue du Faubourg-du-Temple, která zůstala klikatou uličkou. Parcelace probíhala pomalu. V roce 1789 nebylo dokončeno vyrovnání a dláždění ulic a bylo zastavěno pouze pět pozemků na rohu Rue Amelot a Rue Jean-Pierre-Timbaud, na rohu Rue Amelot a Rue de Crussol a na rohu Rue Rampon a Rue Amelot.
V té době měly své kupce pouze pozemky v západní části mezi Rue de Malte a Rue des Fossés du Temple (dnes Rue Amelot). Kupci byli většinou chudších poměrů - řemeslníci, obchodníci se dřevem či vínem, bohatých lidí bylo málo.
Do 20. let 19. století  byla v západní části ještě prázdná místa, východní část čtvrti mezi Rue de Malte a Rue de la Folie-Méricourt byla také málo zastavěná. Čtvrť se zahustila otevřením kanálu Saint-Martin v roce 1826, který ji protínal na východě.
Mnoho staveb pochází z následujících let, kdy vznikly Passage du Jeu-de-Boules v roce 1826, Cité de Crussol v roce 1827. Výstavba kolem roku 1830 probíhala na nábřežích, dnes Boulevard Jules-Ferry a Boulevard Richard-Lenoir mezi Rue Oberkampf a Rue Rampon.
Za Druhého císařství čtvrť protnuly dvě hlavní haussmannovské ulice - Avenue de la République a Boulevard Voltaire. Place de la République pohltilo severní část Rue des Fossés-du-Temple (dnes Rue Amelot) a od bulváru Voltaire po Rue du Faubourg-du-Temple. Severní část Rue de Malte mezi Avenue de la République a Rue du Faubourg-du-Temple, která zůstala na klikaté trase staré uličky Marais-du-Temple, byla opravena a rozšířena. Kanál Saint-Martin byl zakryt v roce 1859 Boulevardem Richard-Lenoir a v roce 1906 Boulevardem Jules-Ferry.

## Čtvrť ve 21. století
Čtvrť je celkem živá s mnoha rozmanitými obchody v přízemí domů, ale nemá identitu ani centrum, protože neexistuje původně plánované náměstí. Vyskytuje se především jako průchozí místo na hlavních Haussmannových osách, bulváru Richard-Lenoir a bulváru Jules-Ferry na zakrytém kanálu Saint-Martin, Avenue de la République, bulváru Voltaire, obklopený vedlejšími ulicemi jako Rue Amelot.
Většina budov pochází z první poloviny 19. století ve vedlejších ulicích a z  druhé poloviny tohoto století na hlavních ulicích, s ojedinělými výjimkami budov z konce 18. století v Rue Amelot a několik izolovaných budov z 20. století. Cirque d'Hiver a budova na adrese 136, rue Amelot jsou jediné historické památky v této čtvrti.

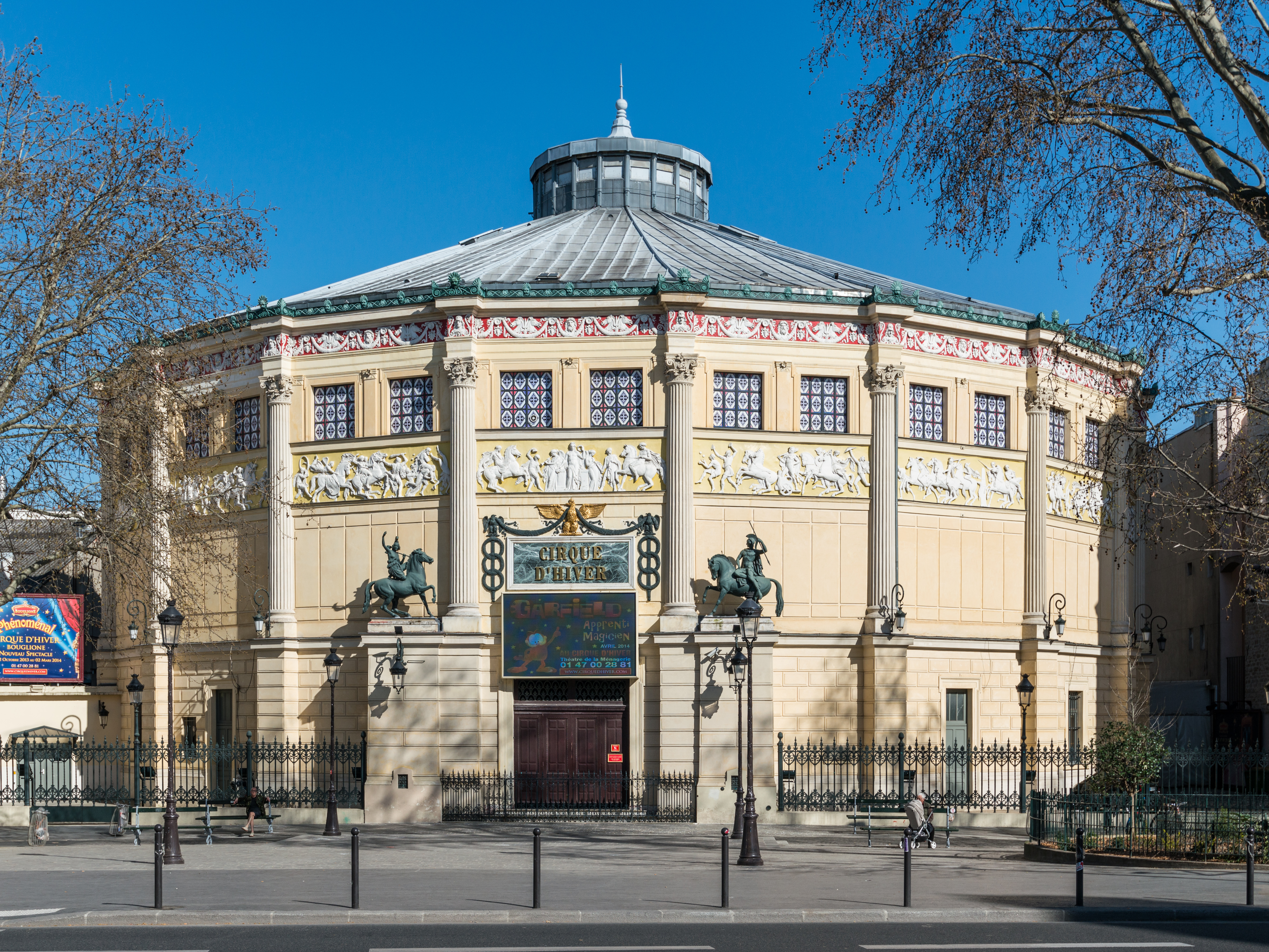
Zimní cirkus.
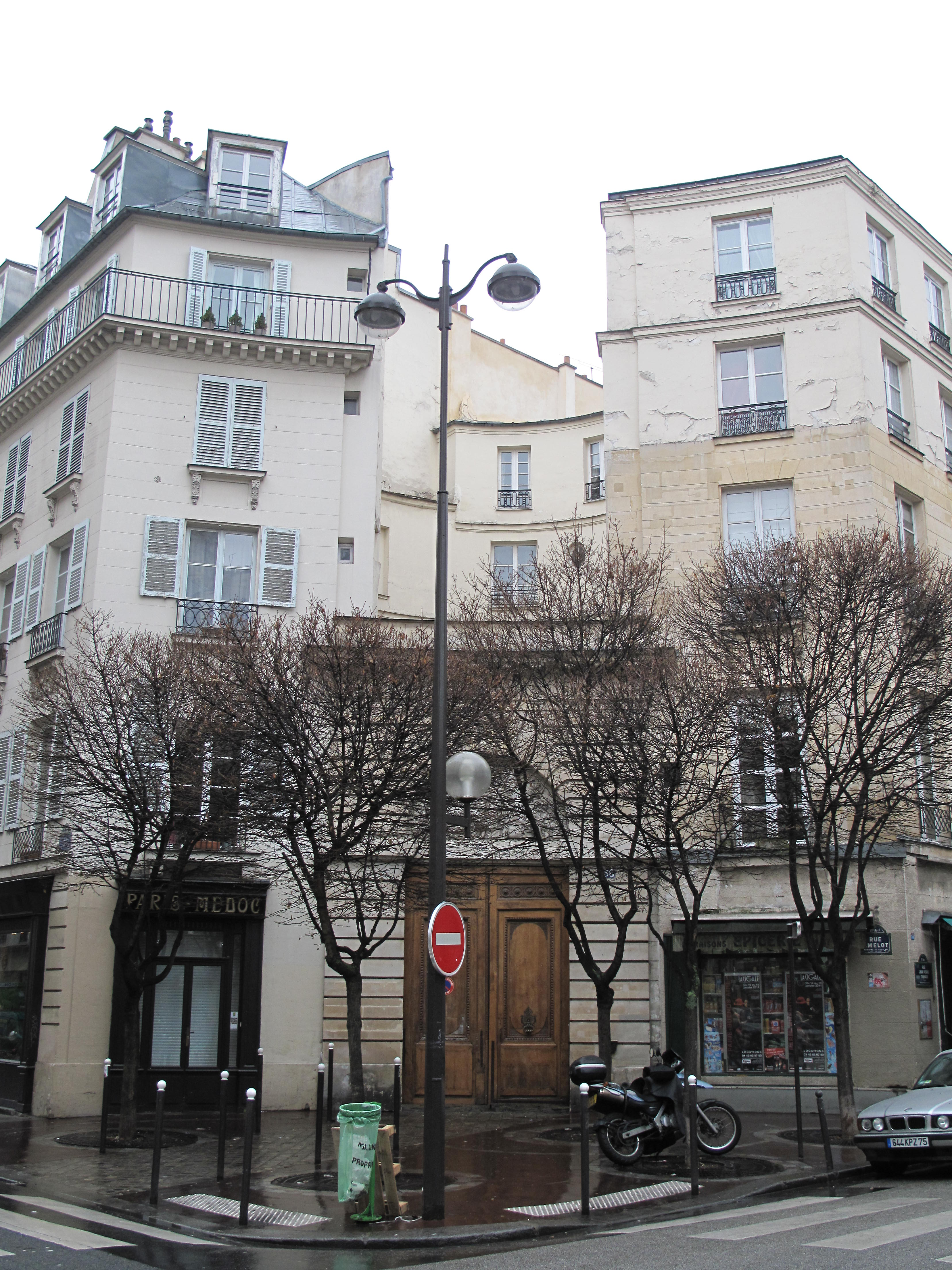
Budova z roku 1778 na 136, rue Amelot.